# Сатанинският храм
Сатанинският храм (на английски: The Satanic Temple) е нетеистична, политически активистка група базирана в Салем, Масачузетс, Съединени американски щати. Храмът има секции в 13 американски щата и в Канада. Групата използва сатанински образи, за да промотира егалитаризъм, социална справедливост и разделение между църквата и държавата. Заявената мисия на храма е „да насърчава доброжелателството и съпричастността между всички хора, да отхвърля тираничната власт, да защитава практичния здрав разум и справедливостта и да бъде ръководен от човешката съвест, за да предприема благородни стремления, насочвани от индивидуалната воля“. Групата е създадена съвместно от Лусиен Грийвс, говорител на организацията, и Малкълм Джари.
Сатанинският храм не проповядва вярата в Сатаната. Храмът използва литературния образ на Сатаната като метафора, чрез която да промотира прагматичен скептицизъм, рационална реципрочност, лична автономност и любопитство. В този смисъл, Сатаната е използван като символ на „вечния бунтовник“ срещу произвола на властта и социалните норми.

## Принципи
Сатанинският храм има седем фундаментални принципа:
1. Човек трябва да се стреми да действа със състрадание и съпричастност към всички същества в съответствие с разума.
2. Борбата за справедливост е непрекъснат и необходим стремеж, който трябва да надделява над законите и институциите.
3. Човешкото тяло е неприкосновено, подчинено единствено на личната воля на човека.
4. Свободата на другия трябва да бъде зачитана, включително и свободата да обижда. Умишленото и несправедливо посегателство върху свободата на друг човек е равносилно на погазването на своята собствена.
5. Вярванията трябва да съответстват на най-доброто ни научно разбиране за света. Трябва да се стремим никога да не изкривяваме научните факти, така, че да отговарят на нашите вярвания.
6. Хората са погрешими. Ако допуснем грешка, трябва да направим всичко възможно да я поправим и да отстраним всяка вреда, която може да е била причинена.
7. Всеки принцип има ръководен характер и е предназначен да вдъхновява с благородство в действие и мисъл. Духът на състрадание, мъдрост и справедливост винаги трябва да надделява над писаното или изречено слово.[6]